# دحداح مستطيل الورق
دِحْدَاح مستطيل الورق نوع من النباتات المزهرة من جنس الدحداح في فصيلة النرجسية. يوجد في الهند ومينمار.